# اولدبرکوپ
اولدبرکوپ (به هلندی: Oldeberkoop) یک منطقهٔ مسکونی در هلند است که در اوست‌استلینگ‌ورف واقع شده‌است. اولدبرکوپ ۱٬۵۷۷ نفر جمعیت دارد.